# I See You (filme)
I See You (Brasil: À Espreita do Mal) é um filme de terror e suspense estadunidense de 2019 dirigido por Adam Randall e escrito por Devon Graye. É estrelado por Helen Hunt, Jon Tenney, Judah Lewis, Owen Teague e Libe Barer. O enredo segue uma família atormentada por eventos inexplicáveis que podem estar ligados ao recente desaparecimento de um menino.
O filme estreou no SXSW Film Festival e foi lançado em 6 de dezembro de 2019, com críticas geralmente positivas.

## Enredo
Justin Whitter, de dez anos, é sequestrado enquanto andava de bicicleta por um parque. Em seguida, outro menino é sequestrado. Greg Harper é nomeado detetive responsável pelo caso. Provas na forma de um canivete verde são encontradas ligando este caso a uma série anterior de abduções que resultou na condenação de um homem muitos anos antes. A família de Harper está passando por problemas devido a um caso que sua esposa, Jackie (Helen Hunt), teve. Seu filho Connor está ressentido com sua mãe por causa do caso.
Eventos misteriosos começam a assolar a casa; todos os talheres desaparecem, as fotos são removidas das molduras e um vidreiro diz a Jackie que sua filha o deixou entrar, embora ela não tenha uma filha. Jackie percebe uma máscara estranha abaixo da cama de Connor. No dia seguinte, seu ex-amante, Todd (Sam Trammell), chega, e uma caneca de café cai do último andar e o atinge na cabeça. Jackie o esconde no porão para que ela possa levar Connor para a escola. Enquanto olha ao redor do porão, Todd é atingido na cabeça por um assaltante desconhecido, então, quando Jackie chega em casa, acaba encontrando-o morto. Ela entra em pânico e presume que Connor matou Todd. Ela e Greg enterram seu corpo, na esperança de dar um álibi a Connor.
Alguém envia a Connor um link para um vídeo de alguém andando em sua própria casa. Uma pessoa usando a máscara estranha também aparece. Greg e Jackie encontram Connor amarrado na banheira com um canivete verde. Jackie leva Connor ao hospital enquanto Greg vasculha a casa e é atacado com um machado pela figura mascarada de sapo.
O filme volta no tempo e revela que os misteriosos acontecimentos na casa estão sendo causados por dois moradores de rua, Mindy (Libe Barer) e Alec (Owen Teague), que ambos têm estado fazendo "phrogging" (escondidos em uma casa sem o conhecimento dos proprietários), na casa dos Harpistas. Mindy é experiente e tenta se manter discreta para nunca ser pega, enquanto o phrogger iniciante Alec decide que quer fazer a família acreditar que eles estão enlouquecendo. Cada ocorrência misteriosa foi causada por Alec. Mindy testemunha Greg matando Todd e vai alertar Alec, apenas para vê-lo colocando Connor na banheira. Ela discute com Alec, que acidentalmente a empurra escada abaixo, deixando-a inconsciente. Alec a esconde no carro de Greg. Depois que Jackie sai com Connor para o hospital, Greg sai com seu carro, sem saber, levando Mindy com ele.
Mindy acorda no carro. Quando ela encontra uma sacola com canivetes verdes e a camisa de Justin Whitter, ela percebe que Greg é o sequestrador. Quando Greg estaciona na floresta, Mindy sai furtivamente do carro e liga para o 911, mas não tem recepção boa o suficiente. Ela encontra um velho trailer com as duas crianças sequestradas presas em armários improvisados. Enquanto ela tenta libertá-los, Greg a emboscada e a leva de volta para sua casa, atirando nela, matando-a.
Alec ataca Greg com o machado. Greg nocauteia Alec, então se esfaqueia para fazer parecer que ele foi atacado. Alec reaparece com a arma de Greg e diz que sabe que Greg é o sequestrador. Greg reconhece Alec e tenta se explicar, mas Alec não se importa e mata Greg. O parceiro de Greg, Spitzky, chega e vendo Alec com a arma, atira no ombro dele. Quando Alec diz, "Detetive Spitzky?", o detetive o reconhece.
Spitzky encontra o saco de evidências no porta-malas de Greg e os garotos presos são resgatados do trailer. Jackie e Connor chegam em casa para encontrá-lo cheio de policiais e ambulâncias. Flashbacks mostram um Alec mais jovem e um amigo encontrando Greg, que entrega a Alec um canivete verde, enquanto o Alec atual—revelado como uma vítima anterior de Greg que escapou— é levado para uma ambulância.

## Elenco
- Helen Hunt como Jackie Harper
- Jon Tenney como Greg Harper
- Judah Lewis como Connor Harper
- Owen Teague como Alec
- Libe Barer como Mindy
- Gregory Alan Williams como Spitzky
- Erika Alexander como Tenente Moriah Davis
- Allison King como Oficial Grace Caleb
- Adam Kern como Window Repairman
- Sam Trammell como Todd
- Jeremy Gladen como Tommy Braun
- Teri Clark como Sra. Braun
- Nicole Forester como Sra. Whitter

## Produção
Helen Hunt se juntou ao elenco em junho de 2017. As gravações ocorreram em maio de 2018 em torno de Chagrin Falls, Cleveland e Lakewood, Ohio.

## Lançamento
O filme teve sua estreia mundial no SXSW Film Festival, na seção Midnighters, em 13 de março de 2019. Foi lançado nos cinemas pela Saban Films em 6 de dezembro de 2019, e em VOD pela Cinema Epoch Video em 3 de dezembro de 2019.

## Recepção

### Bilheteria
I See You arrecadou US$ 1,1 milhão em todo o mundo, contra um orçamento de produção de US$ 5 milhões.

### Resposta da crítica
O filme detém uma taxa de aprovação de 79% no agregador de resenhas Rotten Tomatoes, com base em 42 críticas, e uma classificação média de 6,4/10. O consenso do site diz: "I See You tropeça em suas próprias contorções narrativas, mas um elenco sólido e uma mistura eficaz de sustos e suspense tornam este mistério de construção lenta que vale a pena assistir". No Metacritic, o filme tem uma pontuação média ponderada de 65 de 100, com base em 8 avaliações, indicando "críticas geralmente favoráveis".
Dennis Harvey da Variety descreveu o filme como "um estranho exercício de suspense que começa parecendo um conto sobrenatural — uma das várias presunções do espectador que esta narrativa habilmente projetada eventualmente puxa o tapete por baixo." Stephen Dalton, do The Hollywood Reporter, afirmou, "I See You é um exercício tão bem elaborado em suspense lento que suas contorções malucas só parecem absurdas em retrospecto", e elaborado, "O difícil roteiro de Devon Graye, ator que virou roteirista de primeira viagem, mantém o público alerta com todo esse equívoco de múltiplos pontos de vista, tanto que muitos serão pegos desprevenidos por novas revelações importantes."